# Sítina slatinná

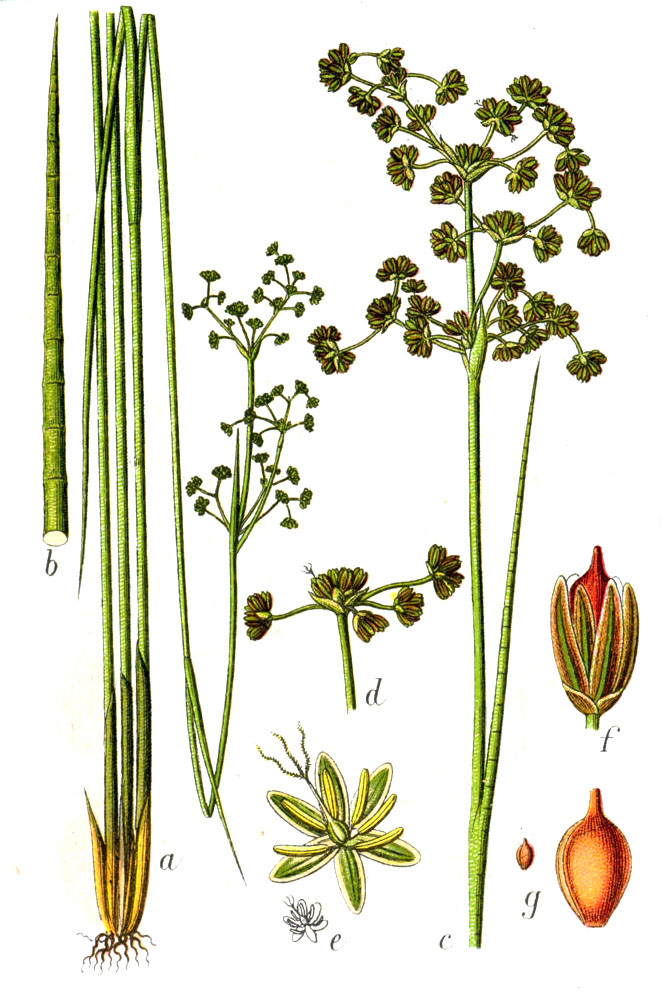
Zobrazení sítiny slatinné

Sítina slatinná (Juncus subnodulosus) je jednou z téměř dvou desítek původních druhů sítin, které v české přírodě rostou. Patří ke vzrostným sítinám s olistěnými lodyhami a oblými, dutými, přehrádkovanými listy.

## Rozšíření
Areál sítiny slatinné zahrnuje Evropu od Britských ostrovů a Pyrenejského poloostrova na západě až po Ukrajinu a Turecko na východě. Severní hranice probíhá jihem Skandinávského poloostrova a jižní okolo Středozemního moře, včetně přesahu do Alžírska a Maroka v severní Africe. Na jihu západní Asie proniká do Turecka, Sýrie i do Iráku. Druhotně se vyskytuje na východě Severní Ameriky i na Novém Zélandu.
V České republice je velice vzácná, vyskytuje se hlavně ve středním Polabí, podél Ohře, na dolním toku Jizery a Orlice a u rybníků v Dokeské pahorkatině. Na Moravě roste jen ojediněle u Kyjova a Lačnova ve Vizovické vrchovině.

## Ekologie
Populace sítiny slatinné je vázána na mokré, propustné půdy s vyvinutým mechovým patrem. Bývají to podmáčená místa se zásaditou reakcí, ve kterých díky anaerobním podmínkám dochází ke vzniku rašeliny, jsou to hlavně terénní sníženiny nebo břehy jezer a rybníků. Roste i v sekundárních biotopech, jako jsou prolákliny po těžbě rašeliny a štěrku, nebo podél odvodňovacích kanálů.

## Popis

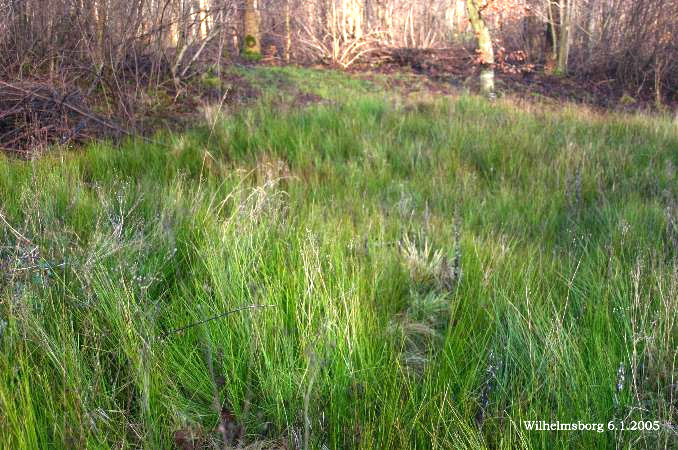
Porost sítiny slatinné

Sítina slatinná je vytrvalá, řídce trsnatá bylina s lodyhami 50 až 120 cm vysokými, které vyrůstají ze silného plazivého, rozvětveného oddenku sahajícího do hloubky až 50 cm. Lodyhy jsou tlusté 1,5 až 2,5 mm, tuhé, hladké, na průřezu oblé a u spodu mají tři až čtyři prázdné pochvy bez čepelí. Výše na květonosných lodyhách vyrůstají jeden až dva oblé listy se širokými, nahnědlými oušky. Listy jsou 15 až 40 cm dlouhé a jen 2 až 5 mm široké, duté a uvnitř mají výrazné podélné i příčné přehrádky.
Květenství je rozkladitý, 7 až 18 cm dlouhý vrcholový kružel s mnoha odbočkami odstávajícími v pravém úhlu nebo až nazpět ohnutými. Spodní lodyžní listen nepřevyšuje květenství složeno z deseti až padesáti kulovitých klubíček, která obsahují po pěti až deseti drobných oboupohlavných květech. Neopadavé, žlutozelené nebo žlutohnědé okvětí má všechny, ve dvou kruzích rostoucí eliptické lístky stejně dlouhé, na vrcholu tupé, po obvodě blanitě lemované a dovnitř zahnuté. V květu je šest tyčinek, jež jsou kratší než okvětí a mají prašníky dvounásobně delší než nitky. Kvetou od června do srpna.
Po anemogamickém opylení se v květu ze svrchního, trojpouzdrého semeníku vytvoří světle hnědá, vejčitá, trojpouzdrá, 2 až 3 mm velká tobolka obalená vytrvalým okvětím. Obsahuje mnohá hruškovitá, na povrchu síťnatá semena asi 0,5 mm velká. Jsou šířena větrem, vodou i zvířaty. Ploidie druhu je 2n = 40.

## Ohrožení
Přeměnou trvale zamokřených míst na plochy využitelné k zemědělské produkci mizí i stanoviště vyhovující pro růst sítiny slatinné. Ta sice v české krajině nikdy nebyla hojná, ale ve 20. století se její četnost výrazně snížila; stejně tak se děje i na Slovensku a dalších středoevropských zemích. Byla proto v České republice vyhlášena chráněnou rostlinou a přiřazena ke kriticky ohroženým druhům a to jak ve "Vyhlášce MŽP ČR č. 395/1992 Sb. ve znění vyhl. č. 175/2006 Sb" (§1), tak i v "Červeném seznam cévnatých rostlin České republiky z roku 2012" (C1t).